# Kościół Najświętszej Marii Panny w Pojeślu
 Kościół Najświętszej Marii Panny – kościół w Pojeślu (Litwa, okręg kowieński).
Ufundowany przez Teodorę Piłsudską (babkę Józefa). Budynek był spichlerzem lub kaplicą w majątku Piłsudskich w Poszuszwiu i w 1857 przeniesiony został do Pojeśla, gdzie przebudowano go na kościół. 

Kościół drewniany, na planie prostokąta, ma dwie niewielkie zakrystie. Na dachu od strony wejścia znajduje się sygnaturka przykryta cebulastą kopułką.
Obok kościoła znajduje się dzwonnica, także drewniana, czworoboczna, o dwóch kondygnacjach. Na przykościelnym cmentarzu pochowana jest Teodora Piłsudska.

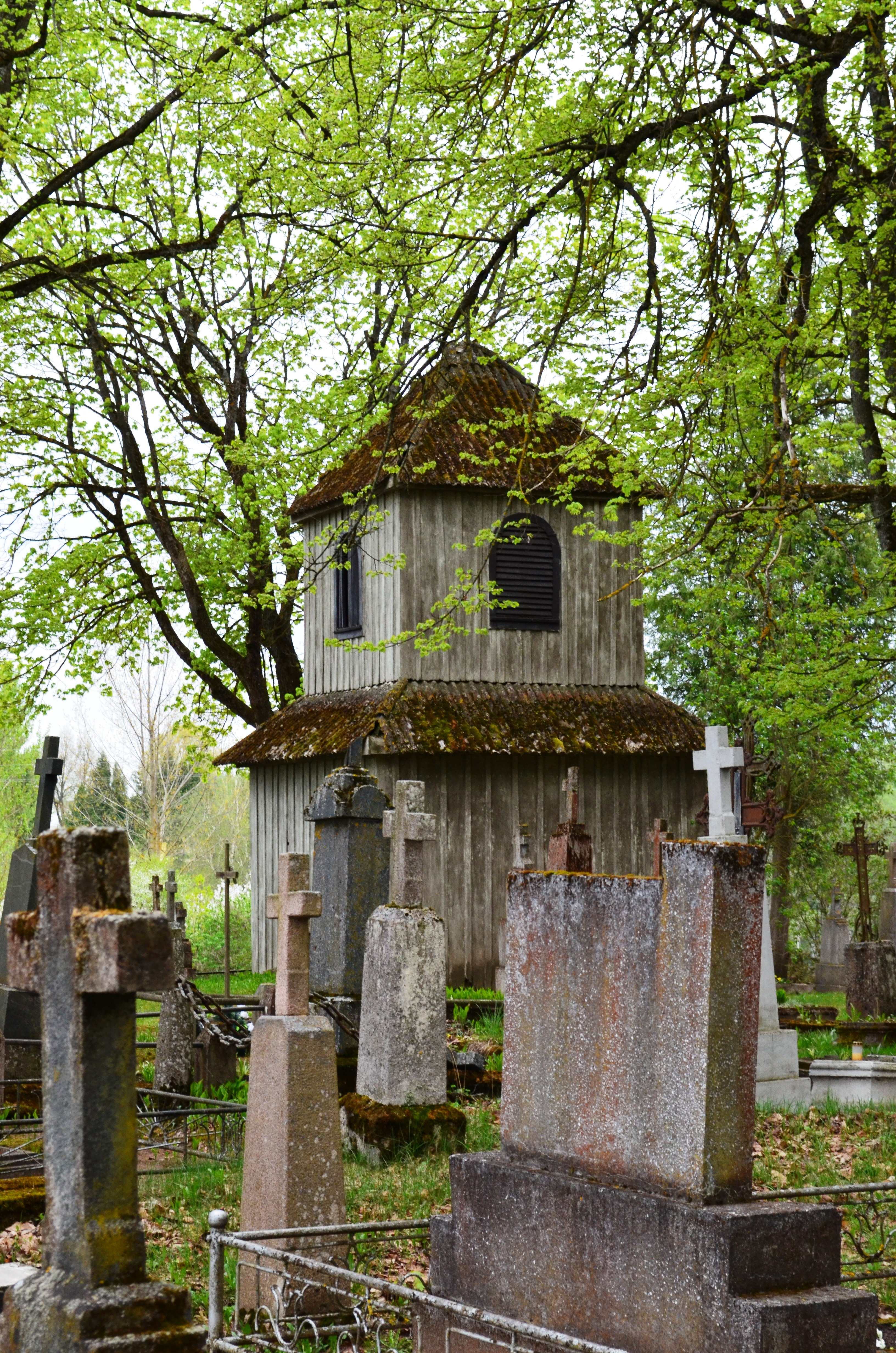
Dzwonnica